# 前野芳造
前野 芳造（まえの よしぞう、1867年6月8日（慶応3年5月6日） - 1926年（大正15年）10月1日）は、日本の政治家。衆議院議員（1期）。

## 経歴
兵庫県出身。東京英語学校で学び、その傍ら法律と経済学を学ぶ。その後、翻訳業に従事し、輸出貿易業、運送業を営む。大阪市会議員、大阪府会議員となり、高知鉄道(株)社長、南海土地建物(株)監査役となる。
1924年の第15回衆議院議員総選挙において大阪1区から実業同志会公認で立候補して当選した。衆議院議員を1期務めた。1926年に現職のまま死去した。